# Suede (음반)
| 전문가 평가          | 전문가 평가 |
| 평가 점수            | 평가 점수   |
| 출처                 | 점수        |
| -------------------- | ----------- |
| AllMusic             | [ 1 ]       |
| Entertainment Weekly | B+          |
| The Irish Times      | [ 3 ]       |
| Mojo                 | [ 4 ]       |
| NME                  | 7/10        |
| Pitchfork            | 8.4/10      |
| Q                    | [ 7 ]       |
| Rolling Stone        | [ 8 ]       |
| Select               | 4/5         |
| The Village Voice    | A−          |

《Suede》는 1993년 3월 29일, 누드 레코드에서 발매된 영국의 얼터너티브 록 밴드 스웨이드의 데뷔 스튜디오 음반이다. 1992년 말과 1993년 초 런던에서 마스터 록 스튜디오에서 녹음되었으며 에드 불러가 프로듀싱했다. 영국 역사상 거의 10년 만에 가장 빨리 팔린 데뷔 음반으로, 스위드는 영국 음반 차트에서 1위를 차지했고, 1993년 머큐리상을 수상했으며, 종종 최초의 브릿팝 음반 중 하나로 인용된다. 영국스러움과 글램 록의 사운드를 보여주는 그것의 음악과 서정적인 내용은 더 스미스나 초기 데이비드 보위와 비교되어 왔다.
이 음반의 앞부분에는 《롤링 스톤》이 "즉각적인 클래식 싱글의 삼박자"라고 부른 것이 있었다. 〈The Drowners〉, 〈Metal Mickey〉, 〈Animal Natrate〉의 세 싱글은 음반 발매까지 1년 동안 상당한 광고로 이어지며 언론의 화제를 불러일으켰다. 그것은 영국과 미국에서 전반적으로 호의적인 평가를 받았다. 비록 이 음반은 미국에서 가장 많이 팔린 음반으로 남아있지만, 영국에서의 성공에 비해 상업적으로 성공하기 위해 고군분투했다. 2013년, 《NME》는 이 음반을 역사상 가장 위대한 음반 500장 중 78위에 올렸다.

## 배경
스웨이드는 영국 음악 언론의 관심을 빠르게 끌었고, 1992년 그들이 데뷔 싱글을 발표하기도 전에, 《멜로디 메이커》는 "영국에서 가장 새로운 밴드"라고 부르면서 그 밴드를 표지에 실었다. 스웨이드가 발매되기 전 해에는 19개의 잡지 표지에 등장하면서 음악 언론을 장악했다. 그리고 1993년 2월, 《Q》 잡지의 표지에 등장하여 "The Band of 1993"이라고 선언하면서 아직 음반을 발매하지 않은 밴드에게는 전례가 없는 일이다. 1993년 3월, 《인디펜던트》의 기사에 따르면, 당시 스웨이드는 "더 스미스나 심지어 섹스 피스톨스 이후로 그 누구보다도 더 많은 광고를 했다"고 한다.

## 곡 목록
모든 곡들은 브렛 앤더슨과 버나드 버틀러가 작사/작곡하였다.
| #   | 제목                | 재생 시간 |
| --- | ------------------- | --------- |
| 1.  | 〈So Young〉        | 3:38      |
| 2.  | 〈Animal Nitrate〉  | 3:27      |
| 3.  | 〈She's Not Dead〉  | 4:33      |
| 4.  | 〈Moving〉          | 4:33      |
| 5.  | 〈Pantomime Horse〉 | 5:49      |
| 6.  | 〈The Drowners〉    | 4:10      |
| 7.  | 〈Sleeping Pills〉  | 3:51      |
| 8.  | 〈Breakdown〉       | 6:02      |
| 9.  | 〈Metal Mickey〉    | 3:27      |
| 10. | 〈Animal Lover〉    | 4:17      |
| 11. | 〈The Next Life〉   | 3:32      |

## 인증
| 국가                       | 인증 | 판매량/출하량 |
| -------------------------- | ---- | ------------- |
| 스웨덴 (GLF)               | 골드 | 50,000^       |
| 영국 (BPI)                 | 골드 | 100,000^      |
| ^출하량을 기반으로 한 인증 |      |               |